# Distretto di Shushan
Il distretto di Shushan (蜀山区S, Shǔshān QūP) è un distretto della Cina, situata nella provincia dell'Anhui.